# Saison 9 de NCIS : Los Angeles
Chronologie
Saison 8 Saison 10
Cet article présente le guide des épisodes de la neuvième saison de la série télévisée américaine NCIS : Los Angeles.

## Généralités
Aux États-Unis et au Canada, cette saison a été diffusée du 1er octobre 2017 au 20 mai 2018 sur le réseau CBS et Global.

## Distribution

### Acteurs principaux
- Chris O'Donnell (VF : Jean-Philippe Puymartin) : Agent Spécial G. Callen (né Grisha Alexandrovich Nikolaev)
- LL Cool J (VF : Sidney Kotto) : Agent Spécial Sam Hanna
- Daniela Ruah (VF : Laëtitia Lefebvre) : Agent Spécial Kensi Blye
- Eric Christian Olsen (VF : Axel Kiener) : Lieutenant Marty Deeks
- Linda Hunt (VF : Marie-Martine) : Henrietta « Hetty » Lange
- Barrett Foa (VF : Olivier Jankovic) : Eric Beale
- Renée Felice Smith (VF : Jessica Barrier) : Nell Jones
- Nia Long : directrice adjoint Shay Mosley[1]
- Andrea Bordeaux (VF : Catherine Desplaces) : Agent Spécial Harley Hidoko

### Acteurs récurrents et invités
- Pamela Reed : Roberta Deeks
- John M. Jackson : Amiral A.J. Chegwidden
- Long Nguyen : Dang
- Marsha Thomason : Agent spécial du NCIS Nicole Dechamps (épisodes 2 et 22)
- Mark Bloom : Victor
- Vyto Ruginis : Arkady Kolchek
- Ashley Spillers : Sydney Jones, agent de la NSA et sœur de Nell
- Tembi Locke : Leigha Winters[2] (épisodes 5 et 18)
- Bar Paly : Anastasia Kolchek (épisode 2,18 et 22)

## Épisodes

### Épisode 1:Trouble-fêtes
- États-Unis /  Canada : 1er octobre 2017 sur CBS / Global
- Suisse : 5 avril 2018 sur RTS Un
- France : 8 septembre 2018 sur M6
- Belgique : 14 novembre 2018 sur RTL-TVI

- États-Unis : 8,95 millions de téléspectateurs[4] (première diffusion)
- Canada : 1,47 million de téléspectateurs[5] (première diffusion + différé 7 jours)

- Andrea Bordeaux (Agent spécial du NCIS Harley Hidoko)
- Patrick St. Esprit (Lieutenant Roger Bates du LAPD)
- Pamela Reed (Roberta Deeks)
- Long Nguyen (Dang)
- Tro Shaw (Directeur)
- Tony Curtis Blondell (Le gars)

### Épisode 2:La Fille prodigue
- États-Unis /  Canada : 8 octobre 2017 sur CBS / Global
- Suisse : 12 avril 2018 sur RTS Un
- France : 8 septembre 2018 sur M6
- Belgique : 14 novembre 2018 sur RTL-TVI

- États-Unis : 8,46 millions de téléspectateurs[6] (première diffusion)
- Canada : 1,156 million de téléspectateurs[7] (première diffusion + différé 7 jours)

- Natasha Hall (Heather)
- Marsha Thomason (Agent spécial du Secret Service Nicole Dechamps)
- Natalie Ceballos (Tia)
- Bar Paly (Anastasia "Anna" Kolchek)

### Épisode 3:Un lieutenant exemplaire
- États-Unis /  Canada : 15 octobre 2017 sur CBS / Global
- Suisse : 19 avril 2018 sur RTS Un
- France : 15 septembre 2018 sur M6
- Belgique : 21 novembre 2018 sur RTL-TVI

- États-Unis : 8,65 millions de téléspectateurs[8] (première diffusion)
- Canada : 1,349 million de téléspectateurs[9] (première diffusion + différé 7 jours)

- Mark Bloom (Victor)
- Svetlana Efremova (Polina)
- Jon Lindstrom (Philip Nelson)
- Tembi Locke (Leigha Winters)
- Presilah Nunez (Dana Hill)
- Rich Ting (Keith)

### Épisode 4:Sans Sommation
- États-Unis /  Canada : 22 octobre 2017 sur CBS / Global
- Suisse : 26 avril 2018 sur RTS Un
- France : 15 septembre 2018 sur M6
- Belgique : 21 novembre 2018 sur RTL-TVI

- États-Unis : 8,18 millions de téléspectateurs[10] (première diffusion)
- Canada : 1,244 million de téléspectateurs[11] (première diffusion + différé 7 jours)

- Andrea Bordeaux (Agent spécial du NCIS Harley Hidoko)
- Eddie George (Byron Brown)
- Rocky Marquette (Tony Young)
- Chris McGarry (William Bradford)
- Rebecca Wisocky (Sasha Livingston)
- Joseph C. Phillips (Charles Livingston)
- Chad T. Wood (Superviseur)
- Eddie Alfano (vigile)
- Tre Hale (Felix Swoope)
- Lauren Jenna (Yvette Jackson)
- Xingu Del Rosario (Jack)
- Alejandro Barrios (Connor Murray)
- Djakarta (Deborah)
- Clay Wilson (Marcus)
- Colin Wilson (Kevin)

### Épisode 5:Mountebank
- États-Unis /  Canada : 29 octobre 2017 sur CBS / Global
- Suisse : 3 mai 2018 sur RTS Un
- France : 22 septembre 2018 sur M6
- Belgique : 28 novembre 2018 sur RTL-TVI

- États-Unis : 7,5 millions de téléspectateurs[12] (première diffusion)
- Canada : 1,24 million de téléspectateurs[13] (première diffusion + différé 7 jours)

- Andrea Bordeaux (Agent spécial du NCIS Harley Hidoko)
- Vyto Ruginis (Arkady Kolcheck)
- Tembi Locke (Leigha Winters)
- Costas Mandylor (Abram Sokolov)
- Uriah Shelton (Finn)
- Svetlana Efremova (Vladlena Sokolov)
- Jon Lindstrom (Phillip Nelson)
- Presilah Nunez (Analyste du NCIS Dana Hill)
- Amy Stewart (Jen)
- Dan Southworth (Alika Hatch)
- Rich Ting (Keith)
- Mark Bloom (Victor)
- Americus Abesamis (Tomo)

### Épisode 6:L'Incorruptible
- États-Unis /  Canada : 5 novembre 2017 sur CBS / Global
- Suisse : 10 mai 2018 sur RTS Un
- France : 22 septembre 2018 sur M6
- Belgique : 28 novembre 2018 sur RTL-TVI

- États-Unis : 8,03 millions de téléspectateurs[14] (première diffusion)
- Canada : 1,186 million de téléspectateurs[15] (première diffusion + différé 7 jours)

- Patrick St. Esprit (Lieutenant du LAPD Roger Bates)
- Karina Logue (Détective du LAPD Ellen Whiting)
- Jeff Kober (Harris Keane)
- Mitchell Hope (Logan Peck) (VF : Hervé Grull)
- Jonas Nay (Alex Key) (VF : Julien Bouanich)
- Long Nguyen (Dang)
- Alex Wyse (Simon Atwater)
- Johnathan McClain (Ryan Wallace)
- Georgia Mischak (Camille Butler)
- Caleel Harris (Cooper)
- Zachary Hinrichs (Ruben)
- Lauren Boles (Tessa)

### Épisode 7:Projet Patton
- États-Unis /  Canada : 12 novembre 2017 sur CBS / Global
- Suisse : 17 mai 2018 sur RTS Un
- France : 29 septembre 2018 sur M6
- Belgique : 5 décembre 2018 sur RTL-TVI

- États-Unis : 7,86 millions de téléspectateurs[16] (première diffusion)
- Canada : 1,298 million de téléspectateurs[17] (première diffusion + différé 7 jours)

- Andrea Bordeaux (Agent spécial du NCIS Harley Hidoko)
- Aaron D. Spears (Agent spécial du FBI Mark Monroe)
- Robert Curtis Brown (Directeur des opérations de l'US Air Force David Cole)
- Amanda Clayton (Capitaine de l'Air Force Anna Ross)
- Dustin Seavey (Capitaine de l'Air Force Kevin Miller)
- Ellen Wroe (Tiffany Miller)
- Jason Downs (Professeur Ted Holmes)
- Joshua Elijah Reese (Agent du FBI #1)
- Sharon Battle (Agent d'investigation de l'US Air Force)
- Mark Reininga (Lieutenant de l'Air Force Gerald Zindower)
- Akanimo Eyo (Officier de contrôle de lancement de l'Air Force)
- Arley Ryder (Pilote de l'Air Force)

### Épisode 8:Notre belle mission
- États-Unis /  Canada : 19 novembre 2017 sur CBS / Global
- Suisse : 24 mai 2018 sur RTS Un
- France : 29 septembre 2018 sur M6
- Belgique : 5 décembre 2018 sur RTL-TVI

- États-Unis : 6,95 millions de téléspectateurs[18] (première diffusion)
- Canada : 1,221 million de téléspectateurs[19] (première diffusion + différé 7 jours)

- John M. Jackson (Amiral A.J. Chegwidden)
- Pamela Reed (Roberta Deeks)
- Jeff Kober (Harris Keane)
- Andrea Bordeaux (Agent spécial du NCIS Harley Hidoko)
- Long Nguyen (Dang)
- Sammy Sheik (Tobias Thoma / Ahmed Han Asakeem)
- Zeeko Zaki (Aimon Shah)
- Ashley Spillers (Agent de la NSA Sydney Jones)
- Karan Oberoi (Fazan Kamsour)
- Alex Gonzalez (Enrique)
- Richardo J. Chacon (Agent des douanes)
- Hugo Garcia (conducteur)
- Tony Curtis Blondell (Gars)
- Richardo Walker (Officier de police motard)

- 200e épisode de la série. Il réalise aussi la pire audience historique de la série.
- Nous découvrons dans cet épisode la sœur aînée de Nell, Sydney, qui travaille pour la NSA.

### Épisode 9:Piège-moi si tu peux
- États-Unis /  Canada : 26 novembre 2017 sur CBS / Global
- Suisse : 24 mai 2018 sur RTS Un
- France : 6 octobre 2018 sur M6
- Belgique : 12 décembre 2018 sur RTL-TVI

- États-Unis : 7,64 millions de téléspectateurs[20] (première diffusion)
- Canada : 1,067 million de téléspectateurs[21] (première diffusion + différé 7 jours)

- Elizabeth Bogush (Joelle Taylor / Beth)
- Andrea Bordeaux (Agent spécial du NCIS Harley Hidoko)
- Andrew Bowen (Nick)
- Phil Morris (Colton Leach)
- Jack Fisher (Peter)
- Jason Jin (Larry)
- Roy Abramsohn (L'homme d'affaires)

### Épisode 10:Souvenirs du Brésil
- États-Unis /  Canada : 10 décembre 2017 sur CBS / Global
- Suisse : 31 mai 2018 sur RTS Un
- France : 6 octobre 2018 sur M6
- Belgique : 12 décembre 2018 sur RTL-TVI

- États-Unis : 7,53 millions de téléspectateurs[22] (première diffusion)
- Canada : 1,066 million de téléspectateurs[23] (première diffusion + différé 7 jours)

- Andrea Bordeaux (Agent spécial du NCIS Harley Hidoko)
- Mariela Garriga (Pietra Rey)
- Benny Nieves (Consul Général Enzo Souza)
- Paula Jai Parker (Ellie)
- Bernardo De Paula (Jackson Horton)
- Tony Curtis Blondell (Gars)
- Martin Chavez (Vigile consulaire)
- Marcus Deanda (L'homme élégant / Luciano Carvalho)
- Tommy Martinez (Le gamin du club)

### Épisode 11:Un Noël branché
- États-Unis /  Canada : 17 décembre 2017 sur CBS / Global
- Suisse : 31 mai 2018 sur RTS Un
- France : 13 octobre 2018 sur M6
- Belgique : 19 décembre 2018 sur RTL-TVI

- États-Unis : 7,21 millions de téléspectateurs[24] (première diffusion)
- Canada : 1,18 million de téléspectateurs[25] (première diffusion + différé 7 jours)

- Andrea Bordeaux (Agent spécial du NCIS Harley Hidoko)
- Alicia Fuentes (Lisandra Tena)
- Eli Bildner (Edgar Parsons)
- Uriah Shelton (Finn)
- Miriam Flynn (Marilyn Parsons)
- Bruce Beatty (George Forester)
- Jordan L. Jones (Brady)
- David Grant Wright (Oliver Decker)
- Alejandro Cardenas (Jose Fuentes)
- Marcus Terrell Smith (Larry)
- Fabian Jaime (L'homme)
- Steve Gutierrez (Robert Ruiz)
- Santiago Veizaga (L'enfant)

### Épisode 12:Sous pression
- États-Unis /  Canada : 7 janvier 2018 sur CBS / Global
- Suisse : 7 juin 2018 sur RTS Un
- France : 13 octobre 2018 sur M6
- Belgique : 19 décembre 2018 sur RTL-TVI

- États-Unis : 7,87 millions de téléspectateurs[26] (première diffusion)
- Canada : 1,249 million de téléspectateurs[27] (première diffusion + différé 7 jours)

- Andrea Bordeaux (Agent spécial du NCIS Harley Hidoko)
- Tara Robinson (Amanda Delgado)
- Sean O'Bryan (Gavin Teed)
- Lori Rom (Tracey Delgado)
- Takayo Fischer (Martha Adams)
- Herve Clermont (Capitaine des pompiers Dannaker)
- Jake B. Miller (Carson Teed)
- Adan Bucci (Isaac)

### Épisode 13:Sur les traces d'Hetty
- États-Unis /  Canada : 14 janvier 2018 sur CBS / Global
- Suisse : 7 juin 2018 sur RTS Un
- France : 20 octobre 2018 sur M6
- Belgique : 2 janvier 2019 sur RTL-TVI

- États-Unis : 9,12 millions de téléspectateurs[28] (première diffusion)
- Canada : 1,403 million de téléspectateurs[29] (première diffusion + différé 7 jours)

- Andrea Bordeaux (Agent spécial du NCIS Harley Hidoko)
- Carl Lumbly (Charles Langston)
- John M. Jackson (A.J. Chegwidden)
- Jeff Kober (Harris Keane)
- Gabriel Olds (Spencer Allen)
- Long Nguyen (Dang)
- James Handy (Nelson)
- Kenny Leu (Billy Van)
- Catherine Kresge (Agent spécial du NCIS Carter)
- Sylvia Kwan (Jeune femme)

### Épisode 14:Goodbye, Vietnam
- États-Unis /  Canada : 11 mars 2018 sur CBS / Global
- Suisse : 14 juin 2018 sur RTS Un
- France : 20 octobre 2018 sur M6
- Belgique : 2 janvier 2019 sur RTL-TVI

- États-Unis : 8,031 millions de téléspectateurs[30] (première diffusion)
- Canada : 1,29 million de téléspectateurs[31] (première diffusion + différé 7 jours)

- Andrea Bordeaux (Agent spécial du NCIS Harley Hidoko)
- Kieu Chinh (Kim Nguyen)
- David Huynh (Ben)
- John M. Jackson (A.J. Chegwidden)
- Malese Jow (Jennifer Kim)
- Jeff Kober (Harris Keane)
- Bobby Lee (Rio Syamsundin / Jeff Carol)
- Carl Lumbly (Charles Langston)
- Long Nguyen (Dang)
- Gabriel Olds (Spencer Allen)
- Tien Pham (Frère Bao)
- James Remar (Sterling Bridges)
- Ashley Spillers (Sydney Jones, spécialiste de la NSA)

### Épisode 15:L'espionne qui m'aidait
- États-Unis /  Canada : 18 mars 2018 sur CBS / Global
- Suisse : 14 juin 2018 sur RTS Un
- France : 29 décembre 2018 sur M6
- Belgique : 9 janvier 2019 sur RTL-TVI

- États-Unis : 8,024 millions de téléspectateurs[32] (première diffusion)
- Canada : 1,248 million de téléspectateurs[33] (première diffusion + différé 7 jours)

- Andrea Bordeaux (Agent spécial du NCIS Harley Hidoko)
- Malese Jow (Jennifer Kim / Yujin Kyeon)
- Matthew Downs (Rocky)
- La Monde Byrd (Patrick Griffin)
- Duncan Campbell (Agent du NCIS Castor)
- Matthew Atkinson (Keith Stiger)
- Erin Pineda (Barbara Silva)
- Jun Hee Lee (Eric Park)

### Épisode 16:Guerrier de la paix
- États-Unis /  Canada : 25 mars 2018 sur CBS / Global
- Suisse : 21 juin 2018 sur RTS Un
- France : 5 janvier 2019 sur M6
- Belgique : 9 janvier 2019 sur RTL-TVI

- États-Unis : 8,58 millions de téléspectateurs[34] (première diffusion)
- Canada : 1,2 million de téléspectateurs[35] (première diffusion + différé 7 jours)

- Andrea Bordeaux (Agent spécial du NCIS Harley Hidoko)
- India de Beaufort (Alexandra Reynolds)
- Drew Waters (Brian Bush)
- Ryan Kelley (Jesse Smith)
- Christian Gehring (Dan Hendrick)
- Ravil Isyanov (Anatoli Kirkin)
- Makai Dudeck (Jake)
- Daniel J. Travanti (Nikita Aleksandr Reznikov)

### Épisode 17:Le Monstre
- États-Unis /  Canada : 1er avril 2018 sur CBS / Global
- Suisse : 21 juin 2018 sur RTS Un
- France : 12 janvier 2019 sur M6
- Belgique : 16 janvier 2019 sur RTL-TVI

- États-Unis : 7,121 millions de téléspectateurs[36] (première diffusion)
- Canada : 1,191 million de téléspectateurs[37] (première diffusion + différé 7 jours)

- Andrea Bordeaux (Agent spécial du NCIS Harley Hidoko)
- Laura Kai Chen (Mandy Huang)
- Dutch Johnson (Thomas Jones)
- Christopher Rivas (Agent spécial de l'ATF Elliott Ross)
- Matt Kelly (Justin Tucker)
- Natalia Castellanos (Agent spécial de l'ATF Cha'risa Swan)
- Michael Broderick (Cole Bingham)
- Alicia Coppola (Agent spécial du FBI Lisa Rand)
- Andy Marques (Lieutenant commandant de la NAVY Timothy Weir)
- Tobias Jelinek (Robert "Bobby" Griffin)
- Lamont Thompson (Spencer Williams)
- Rob Nagle (Albert Barrington)
- Kerrie Blaisdell (Cindy Ferguson)

### Épisode 18:Vendetta
- États-Unis /  Canada : 8 avril 2018 sur CBS / Global
- Suisse : 28 juin 2018 sur RTS Un
- France : 12 janvier 2019 sur M6
- Belgique : 16 janvier 2019 sur RTL-TVI

- États-Unis : 8,141 millions de téléspectateurs[38] (première diffusion)
- Canada : 1,248 million de téléspectateurs[39] (première diffusion + différé 7 jours)

- Andrea Bordeaux (Agent spécial du NCIS Harley Hidoko)
- Bar Paly (Anastasia "Anna" Kolcheck)
- Svetlana Efremova (Vladlena Sokolov)
- Costas Mandylor (Abram Sokolov)
- Mark Bloom (Victor)
- Shayla Hale (L'hôtesse)
- Vyto Ruginis (Arkady Kolcheck)
- Tembi Locke (Leigha Winters)
- Amy Stewart (Jen)
- Rich Ting (Keith Jenloe)
- Oscar Best (Vigile)
- Lucas Kerr (Agent de l'ATF Gary Baker)

### Épisode 19:Hors des sentiers battus
- États-Unis /  Canada : 22 avril 2018 sur CBS / Global
- Suisse : 28 juin 2018 sur RTS Un
- France : 19 janvier 2019 sur M6
- Belgique : 2 octobre 2021 sur Club RTL

- États-Unis : 7,571 millions de téléspectateurs[40] (première diffusion)
- Canada : 1,258 million de téléspectateurs[41] (première diffusion + différé 7 jours)

- Andrea Bordeaux (Agent spécial du NCIS Harley Hidoko)
- Azie Tesfai (King)
- Bruce Thomas (Procureur général de Los Angeles Frank Gibson)
- Lester Speight (Max Champion)
- Daniel Feuerriegel (Angus Reeves)
- David Meunier (Barris Stone)
- Antoine Williams (James Brigham)
- Lawrence Adimora (Mark Nichols)
- Weston Coppola Cage (Walker)
- Lara Clear (Sasha Channing)
- Michael Rivera (Eddy Davis)

### Épisode 20: En plein vol
- États-Unis /  Canada : 29 avril 2018 sur CBS / Global
- Suisse : 5 juillet 2018 sur RTS Un
- France : 19 janvier 2019 sur M6
- Belgique : 2 octobre 2021 sur Club RTL

- États-Unis : 7,621 millions de téléspectateurs[42] (première diffusion)
- Canada : 1,301 million de téléspectateurs[43] (première diffusion + différé 7 jours)

- Andrea Bordeaux (Agent Spécial du NCIS Harley Hidoko)
- Jeff Kober (Harris Keane)
- Marcelo Tubert (Sajad Khadem)
- Alain Washnevsky (Le premier garde du corps)
- Khaneshia Smith (Chelsea Parker)
- Ramon Fernandez (Franco Martinez)
- John Churchill (Chef de la Strike Team)
- Travis Caldwell (Dave)
- Josh Coxx (Colonel Lawrence Lawson de l'US Air Force)
- Mary Hollis Inboden (Melissa Gates)
- Michael McMillian (Donald Jenkins)
- June Schreiner (Vanessa Podrasky)

### Épisode 21: On n'a qu'une vie
- États-Unis /  Canada : 6 mai 2018 sur CBS / Global
- Suisse : 5 juillet 2018 sur RTS Un
- France : 26 janvier 2019 sur M6
- Belgique : 9 octobre 2021 sur Club RTL

- États-Unis : 7,708 millions de téléspectateurs[44] (première diffusion)
- Canada : 1,221 million de téléspectateurs[45] (première diffusion + différé 7 jours)

- Andrea Bordeaux (Agent Spécial du NCIS Harley Hidoko)
- Duncan Campbell (Agent du NCIS Castor)
- Erin Way (Agent Zoey Morris)
- Jocelyn Ayanna (Angie)
- Tyler Poelle (Corey)
- Adam Chambers (Victor)
- Emanuel Borria (Gus)
- Anastasia Leddick (Amanda)
- Wiley Pickett (Agent spécial du FBI Fred Munger)
- Melody Butiu (Evie)

### Épisode 22: Représailles
- États-Unis /  Canada : 13 mai 2018 sur CBS / Global
- Suisse : 12 juillet 2018 sur RTS Un
- France : 2 février 2019 sur M6
- Belgique : 9 octobre 2021 sur Club RTL

- États-Unis : 7,323 millions de téléspectateurs[46] (première diffusion)
- Canada : 1,212 million de téléspectateurs[47] (première diffusion + différé 7 jours)

- Andrea Bordeaux (Agent Spécial du NCIS Harley Hidoko)
- Bar Paly (Anastasia "Anna" Kolcheck)
- Duncan Campbell (Agent du NCIS Castor)
- Marsha Thomason (Agent spécial Nicole DeChamps)
- Fernanda Andrade (Lucila Marca / Claudia Diaz)
- Kip Pardue (Michael Silva)
- Benjamin Benitez (Agent de l'ATF Gomez)
- Darion Basco (Oscar Mori)
- Anahi Bustillos (Bianca Mitchell)

### Épisode 23: La colère des dieux
- États-Unis /  Canada : 20 mai 2018 sur CBS / Global
- Suisse : 12 juillet 2018 sur RTS Un
- France : 9 février 2019 sur M6
- Belgique : 16 octobre 2021 sur Club RTL

- États-Unis : 7,818 millions de téléspectateurs[48] (première diffusion)
- Canada : 1,271 million de téléspectateurs[49] (première diffusion + différé 7 jours)

- Andrea Bordeaux (Agent Spécial du NCIS Harley Hidoko)
- Lamont Thompson (Spencer Williams)
- Ariel Linas (Général Arturo Vasquez)
- Greg Serano (Agent Spécial du FBI Roger Gonzalez)
- Neal Kodinsky (Miguel Angel Reyes)
- D. Elliot Woods (Agent du NCIS Harris)

### Épisode 24: Le cheval de troie
- États-Unis /  Canada : 20 mai 2018 sur CBS / Global
- Suisse : 12 juillet 2018 sur RTS Un
- France : 9 février 2019 sur M6
- Belgique : 16 octobre 2021 sur Club RTL

- États-Unis : 7,818 millions de téléspectateurs[48] (première diffusion)
- Canada : 1,271 million de téléspectateurs[49] (première diffusion + différé 7 jours)

- Lamont Thompson (Spencer Williams)
- Ariel Linas (Général Arturo Vasquez)
- Jalyn Hall (Derrick)
- Rick Mancia (Paco)
- Max Martini (Arlo Turk)
- Rafael Martinez (Marco)
- Marisol Ramirez (Juana)
- Joseph A. Garcia (Ignacio)
- Lyduan Gonzalez (Capitaine chargé de la sécurité)